# Spiaggia dei Francesi
La Spiaggia dei Francesi è situata a Porto Pinetto (Porto Pino) , località posta lungo la costa sud-occidentale della Sardegna nel Golfo di Palmas. Porto Pinetto é una frazione del comune di Sant'Anna Arresi, in provincia del Sulcis Iglesiente in Sardegna.
La piccola spiaggia non organizzata e di difficile accesso, è nota come Spiaggia dei Francesi, o Sa bua e si trova a ridosso del promontorio di Porto Pinetto, vicina al nucleo di case frequentate da due famiglie francesi fin dagli anni settanta.

## Tutele ambientali
L'area è vincolata dal programma europeo Natura 2000 come sito di importanza comunitaria (SIC) :
- Sito d’Interesse Comunitario “Promontorio, dune e zona umida di Porto Pino” (SIC ITB040025) [3]